# 嫌気的
嫌気的（けんきてき、ドイツ語anaerob）とは、生物が関わる現象で、酸素の介在を伴わないこと。あるいは酸素のない状態でのみ生じること。酸素のない条件というのは、身近にも結構あるもので、たとえば土壌内部、汚泥、腸内など、光合成が行われず、有機物の蓄積の多い環境では、酸素がその分解に使われるため、遊離した酸素がほとんどなくなる。そのような場では生物は酸素を使わずに様々な活動を行うので、その生活や様々な活動はすべて嫌気的に行われる。
また、生命の歴史を考えると、地球に生命が生じた頃には、地上には酸素はなかったものと考えられ、生命の進化の初期はすべて嫌気的条件下であったと推察される。